# Nederlands kampioenschap geselecteerde jeugd 1969/70
Het eindtoernooi voor het Nederlands kampioenschap geselecteerde jeugd 1969/70 was de 7e editie van deze Nederlandse voetbalcompetitie die door de KNVB werd georganiseerd.
Aan het toernooi namen A-junioren deel die kampioen waren geworden van een van de zes districten van de KNVB. Het eindtoernooi werd op 6 en 7 juni 1970 gespeeld op het KNVB complex te Zeist. De ploegen speelden een halve competitie tegen elkaar waarbij tegen elke andere vereniging een wedstrijd werd gespeeld. De winnaar van deze halve competitie werd landskampioen bij de A-junioren. Bij een gelijk aantal punten besliste het doelgemiddelde en niet het doelsaldo.
De wedstrijden vonden per ronde tegelijkertijd plaats op drie naast elkaar gelegen velden. Op zaterdag werden er drie ronden verspeeld en op zondag volgden de laatste twee ronden. Waar de wedstrijden normaliter 2x30 minuten duurden werd dat dit jaar in verband met de hitte terug gebracht naar 2x20 minuten. Titelverdediger Go Ahead slaagde er als eerste vereniging in om de titel te prolongeren. Evenals in 1966 had het Groninger Be Quick genoeg aan een gelijkspel in de laatste wedstrijd om kampioen te worden. Wederom werd het een nipte nederlaag waardoor de tegenstander in de laatste wedstrijd kampioen werd.
De wedstrijdleiding toonde zich zeer ontstemd over de houding van Feijenoord dat, kennelijk niet tevreden met de vierde plaats, direct na afloop van de laatste wedstrijd vertrok en prijsuitreiking noch slotdiner afwachtte, zonder afscheid te nemen van toernooi-en wedstrijdleiding, aldus "Neerlands Voetbal", het bondsblad van de KNVB.

## Deelnemers
| District | Vereniging | Plaats     | Afdeling   |
| -------- | ---------- | ---------- | ---------- |
| West I   | HVC        | Amersfoort | Utrecht    |
| West II  | Feijenoord | Rotterdam  | Rotterdam  |
| Oost     | Go Ahead   | Deventer   | Gelderland |
| Noord    | Be Quick   | Groningen  | Groningen  |
| Zuid I   | Middelburg | Middelburg | Zeeland    |
| Zuid II  | Tiglieja   | Tegelen    | Limburg    |

## Uitslagen
| Veld     | Thuisclub  | uitslag  | Uitclub    |
| 1e ronde | 1e ronde   | 1e ronde | 1e ronde   |
| -------- | ---------- | -------- | ---------- |
| I        | HVC        | 1-1      | Feijenoord |
| II       | Middelburg | 0-3      | Go Ahead   |
| III      | Tiglieja   | 0-2      | Be Quick   |
| 2e ronde |            |          |            |
| I        | Go Ahead   | 2-0      | Tiglieja   |
| II       | Feijenoord | 0-1      | Be Quick   |
| III      | Middelburg | 0-3      | HVC        |
| 3e ronde |            |          |            |
| I        | Middelburg | 0-2      | Be Quick   |
| II       | Go Ahead   | 1-2      | HVC        |
| III      | Feijenoord | 5-0      | Tiglieja   |

| Veld     | Thuisclub  | uitslag  | Uitclub    |
| 4e ronde | 4e ronde   | 4e ronde | 4e ronde   |
| -------- | ---------- | -------- | ---------- |
| I        | HVC        | 0-0      | Be Quick   |
| II       | Tiglieja   | 1-0      | Middelburg |
| III      | Feijenoord | 0-1      | Go Ahead   |
| 5e ronde |            |          |            |
| I        | Middelburg | 2-1      | Feijenoord |
| II       | Be Quick   | 0-1      | Go Ahead   |
| III      | HVC        | 0-0      | Tiglieja   |

## Eindstand
| pos | club       | gs | w | g | v | pnt | dv | dt | ds |
| --- | ---------- | -- | - | - | - | --- | -- | -- | -- |
| 1.  | Go Ahead   | 5  | 4 | 0 | 1 | 8   | 8  | 2  | +6 |
| 2.  | Be Quick   | 5  | 3 | 1 | 1 | 7   | 5  | 1  | +4 |
| 3.  | HVC        | 5  | 2 | 3 | 0 | 7   | 6  | 2  | +4 |
| 4.  | Feijenoord | 5  | 1 | 1 | 3 | 3   | 7  | 5  | +2 |
| 5.  | Tiglieja   | 5  | 1 | 1 | 3 | 3   | 1  | 9  | -8 |
| 6.  | Middelburg | 5  | 1 | 0 | 4 | 2   | 2  | 10 | -8 |